# Red Mundial de Grupos pro Alimentación Infantil
La Red Mundial de grupos Pro Alimentación Infantil, es el nombre en español de IBFAN (International Baby Food Action Networt). Consiste en grupos de interés público que trabajan alrededor del mundo para reducir la morbi-mortalidad infantil y juvenil. IBFAN trabaja para mejorar la salud y bienestar de bebés y niños jóvenes, sus madres y sus familias, a través de la protección, promoción y apoyo a la lactancia materna y las prácticas óptimas de alimentación infantil. IBFAN trabaja para la aplicación universal y plena del Código Internacional de Comercialización de Sucedáneos de Leche Materna y la subsiguientes resoluciones de la OMS.
IBFAN se fundó el 12 de octubre de 1979 después de una reunión de consenso sobre alimentación infantil entre la OMS y UNICEF.
Uno de los miembros fundadores declaró:
"IBFAN... proporcionará un encuadre internacional para la continuación de nuestro trabajo. Nos permitirá continuar nuestra vigilancia y mantener el enfoque de la participación ciudadana. Nos permitirá dar seguimiento a las recomendaciones de esta reunión - para difundir las nuevas perspectivas ganadas y para supervisar el cumplimiento del Código Internacional."

## Código Internacional de Comercialización de Sucedáneos de Leche Materna,[1][2]
Los grupos que formaron IBFAN eran instrumentales y colocaban la comercialización de alimentos infantiles dentro de la agenda de salud. IBFAN hizo una fuerte campaña para un código de comercialización fuerte y eficaz. El Código Internacional de Comercialización de Sucedáneos de Leche Materna fue adoptado por la Asamblea Mundial de la Salud en 1981. A través de una vigilancia continua, el desarrollo de nuevas estrategias de comercialización sobre nutrición infantil se han comunicado a los delegados a la Asamblea Mundial de la Salud llevándolos a la adopción de Resoluciones extensas que apuntan a proteger la salud infantil y los derechos de las madres.

## Una Red mundial de acción
IBFAN es una Red Internacional. Los grupos que la componen son diversos: ellos pueden trabajar exclusivamente en alimentación infantil, o pueden ser grupos de apoyo a la lactancia materna, asociaciones de consumidores, organizaciones de desarrollo, o grupos de derechos humanos. Algunos están integrados por personal voluntarios y otros tienen personal de tiempo completo. Lo que todos los grupos tienen en común es que ellos toman medidas de Acción directa para exigir la aplicación del Código Internacional y las Resoluciones subsecuentes y pertinentes de la Asamblea Mundial de la Salud. Estas son las herramientas principales que IBFAN usa con el objetivo de asegurar que la comercialización de Alimentos Infantiles no tenga un impacto negativo en la salud, y que la industria de la alimentación infantil no incurra en prácticas de marketing poco éticas.

## Oficinas coordinadoras regionales
IBFAN está dividida en 5 regiones principales:
- África
- Asia / Pacífico
- Europa
- Norteamérica
- Latinoamérica y el Caribe.

Con los representantes de cada región se conforma el IBFAN Coordinating Council (IBCoCo). Debido a la naturaleza de su trabajo, todas las consultas sobre IBFAN de cada país deben pasar por las Representaciones Regionales.
Se celebran reuniones regionales aproximadamente cada 2 años para permitir a los grupos compartir experiencias, formular políticas y realizar otros entrenamientos. Se eligen Representantes Regionales a estas reuniones para participar en el IBFAN Coordinating el Concilio (IBCoCo). El IBCoCo también se reúne aproximadamente cada 2 años para coordinar las políticas a implementar por la red mundial.

## Una Red en crecimiento
Hoy IBFAN consiste en una red de más de 150 grupos en más de 90 países y continúa creciendo. Se proporciona entrenamiento y los nuevos miembros se convierten en parte del mundo de IBFAN con todo el apoyo que la red proporciona. IBFAN sólo condiciona para ser miembro a que:
- No acepten ningún fondo, donaciones o patrocinios de la industria relacionada con alimentos infantiles
- Sea un activo trabajador para la aplicación del Código Internacional de Comercialización de Sucedáneos de Leche Materna y Resoluciones de la OMS.
- Se comunique con la red
- Apoye los siete principios de IBFAN.

En España varias organizaciones son miembros de IBFAN. La coordinación a nivel nacional corresponde a ACPAM - Asociación Catalana pro Lactancia Materna, con sede en Barcelona.
La red IBFAN de América Latina y el Caribe está coordinada a nivel regional por CEFEMINA en Costa Rica.

## Los Siete Principios de IBFAN
1. El derecho de los niños y niñas de todo el mundo a alcanzar el mayor nivel de salud.
2. El derecho de las familias y en particular de las mujeres y de la niñez, a obtener suficientes alimentos nutritivos.
3. El derecho de las mujeres a amamantar y de tomar decisiones informadas sobre la alimentación infantil.
4. El derecho de las mujeres a recibir apoyo total para lograr una lactancia materna exitosa y una adecuada práctica de alimentación infantil.
5. El derecho de todas las personas de acceder a servicios de salud que llenen sus necesidades básicas.
6. El derecho del personal de salud y de los consumidores de acceder a sistemas de salud libres de toda presión comercial.
7. El derecho de las personas a organizarse en la solidaridad internacional para lograr cambios que protejan y promuevan la salud básica.